# Sixto I
Sixto I (Roma, ¿?-ha. 125) fue el 7.º papa de la Iglesia católica entre 114 (¿?) y 125 (¿?).

## Biografía
Al igual que con su  antecesor, las fechas exactas de su pontificado son objeto de debate entre los historiadores, ya que, mientras el Anuario Pontificio lo establece entre los años 115 y 125, el Catálogo Liberiano  afirma que fue cabeza de la Iglesia durante el reinado de Adriano entre 117 y 126. Por su parte, Eusebio de Cesarea establece en dos de sus obras dos periodos de pontificado distintos: en su  Chronicom lo sitúa entre 114 y 124, y en su Historia Ecclesiastica lo fija entre 114 y 128.
Su nombre, probablemente griego, puede hacer referencia a que fue el sexto sucesor de San Pedro y en los primeros documentos de la Iglesia figura con la grafía Xystus utilizada también para Sixto II y Sixto III.
Al igual que sus predecesores San Pedro, San Lino, San Anacleto y San Clemente, su nombre figura en el Canon Romano de la Misa (conocido también como Plegaria Eucarística I).
Según el Liber Pontificalis durante su pontificado estableció  tres disposiciones: 
- Que el cáliz solo debía ser tocado por los sacerdotes y que el paño que lo cubre fuese de lino.[1]
- Que antes de celebrar la misa se entonase el Trisagio[1] o Sanctus, un himno en honor a la Trinidad y en el que se repite tres veces la palabra Santo refiriéndose al Señor.
- Que los obispos que fuesen convocados a la Santa Sede, no fueran recibidos por su diócesis hasta que presentasen las Cartas Apostólicas que confirmasen su plena comunión con el papa.

Según la tradición sufrió martirio, figurando en  todos los martirologios antiguos como mártir, pero sin dar detalles del tipo de martirio que sufrió. Sus restos se inhumaron en el Vaticano, junto a la tumba de Pedro, aunque la tradición afirma que fueron trasladados a Alatri en 1132 donde permanecieron hasta 1584 en que fueron restituidos a la Basílica de San Pedro. 
Su festividad se celebra el 3 de abril.